# Anelytropsis papillosus
Anelytropsis papillosus е вид влечуго от семейство Dibamidae. Видът е незастрашен от изчезване.

## Разпространение
Разпространен е в Мексико.

## Описание
Популацията на вида е намаляваща.